# Вигелзув (Белхатовський повіт)
Вигелзув (пол. Wygiełzów) — село в Польщі, у гміні Зелюв Белхатовського повіту Лодзинського воєводства.
Населення — 180 осіб (2011).
У 1975-1998 роках село належало до Пйотрковського воєводства.

## Демографія
Демографічна структура станом на 31 березня 2011 року:
|          | Загалом | Допрацездатний вік | Працездатний вік | Постпрацездатний вік |
| -------- | ------- | ------------------ | ---------------- | -------------------- |
| Чоловіки | 95      | 17                 | 71               | 7                    |
| Жінки    | 85      | 17                 | 49               | 19                   |
| Разом    | 180     | 34                 | 120              | 26                   |